# Dipterocarpus costulatus
Dipterocarpus costulatus är en tvåhjärtbladig växtart som beskrevs av V. Slooten. Dipterocarpus costulatus ingår i släktet Dipterocarpus och familjen Dipterocarpaceae. Inga underarter finns listade i Catalogue of Life.